# Gary Stevens (jockey)
Gary Lynn Stevens, född 6 mars 1963 i Caldwell i Idaho i USA, är en amerikansk galoppjockey, skådespelare och sportkommentator.

## Karriär
Stevens blev professionell jockey 1979, och red hans första av tre segrare av Kentucky Derby 1988 (Winning Colors). Han har tagit totalt nio segrar i Triple Crown-löp. Han har även tagit elva segrar i Breeders' Cup-löp, samt nio segrar i Santa Anita Derby.
Stevens karriär som jockey har kantats av skador och tillfälliga pensioneringar, främst på grund av knäproblem, från 1999 till 2000 och igen från 2005 till 2013. I filmen Seabiscuit från 2003 gestaltar han jockeyn George Woolf. Efter sin andra pensionering som jockey 2005 arbetade han som sportkommentator och hästkapplöpningsanalytiker i sju år. Han var även galopptränare under en kort period, samt skådespelare, bland annat i TV-serien Luck, innan han gjorde en andra comeback 2013.
Under säsongen 2013 vann han 69 av 383 löp, bland annat Preakness Stakes, Breeders 'Cup Distaff och Breeders' Cup Classic. Stevens fortsatte rida under 2014, men hans knäproblem blev för allvarliga, och i juli meddelade han att han tagit en paus för totalt byte av ett knä. Han återvände till tävlingsbanorna i mitten av oktober 2014, och fick uppsittningar under bland annat Breeders' Cup. Efter Breeders' Cup 2016 tog han igen ledigt, den här gången för höftbyte och gjorde comeback i mars 2017.
På grund av hans flera operationer och upprepade comebacker som jockey blev "The Bionic Man" ett av hans smeknamn. Stevens avslutade dock sin karriär som jockey en tredje och sista gång 2018, på grund av en nackskada som uppstått efter ett fall. Han är sedan 2019 kommentator för Fox Sports.
Stevens valdes in i United States Racing Hall of Fame 1997. Han tog totalt över 5100 segrar under sin karriär.